# Sergej Barbarez
Sergej Barbarez (* 17. září 1971, Mostar, SFR Jugoslávie) je bývalý bosenský fotbalový útočník. Většinu fotbalové kariéry strávil v Německu, z toho velkou část v klubu Hamburger SV. Jeho primárním postem byla pozice hrotového útočníka, ale mohl nastoupit i jako ofensivní záložník nebo dokonce vypomoci v obraně. Býval kapitánem fotbalové reprezentace Bosny a Hercegoviny.
V letech 2001 a 2003 byl vyhlášen fotbalistou roku v Bosně a Hercegovině.

## Klubová kariéra
V Německu hrál za kluby Hannover 96, 1. FC Union Berlin, FC Hansa Rostock, Borussia Dortmund, Hamburger SV a kariéru ukončil v Bayeru Leverkusen. V sezóně 2000/01 se stal v dresu Hamburku společně s Dánem Ebbe Sandem ze Schalke 04 nejlepším střelcem německé Bundesligy (oba nastříleli po 22 gólech).

## Reprezentační kariéra
V bosenském reprezentačním A-mužstvu debutoval 14. května 1998 proti domácímu týmu Argentiny, kde nastoupil na hřiště v základní sestavě a střídal v 84. minutě. Bosna a Hercegovina prohrála tento přátelský zápas 0:5. V říjnu 2006 ukončil své účinkování v národním týmu, v němž byl kapitánem.